# Biberbach (Schwaben)
Biberbacher en købstad i Landkreis Augsburg i Regierungsbezirk Schwaben i den tyske delstat Bayern, med med 3.461 indbyggere.

## Geographie
Biberbach ligger cirka 20 km nord for Augsburg ved den vestlige ende af Lech-Schmutterdalene. Landsbyerne Feigenhofen og Affaltern, nogle få kilometer fra hovedbyen , ligger i „Naturpark Augsburg-Westliche Wälder“.

### Bydele og landsbyer
- Eisenbrechtshofen
- Markt
- Feigenhofen
- Affaltern
- Albertshofen

Den i 2003 oprettede Bayersk-Schwäbiske pilgrimsvej fra Donauwörth over Augsburg til Lindau går gennem Biberbach.